# Michel Bouquet (pintor)
Michel Bouquet (Lorient, 17 de octubre de 1807-París, 18 de enero de 1890) fue un pintor y dibujante francés.

## Biografía
Nacido en la localidad bretona de Lorient, según la fuente el 17 de octubre de 1807 o en 1809, fue discípulo de Gudin. Bouquet, que visitó lugares como Sicilia, Grecia, Asia Menor, Constantinopla, Moldavia y Valaquia, Hungría y Argelia, cultivó la pintura de paisajes y marinas, además de publicar álbumes de litografías. Falleció el 18 de enero de 1890 en París.